# Basilica dell'Immacolata Mediatrice di Tutte le Grazie
Basilica dell'Immacolata Mediatrice di Tutte le Grazie (in polacco Bazylika Mniejsza Niepokalanej Wszechpośredniczki Łask) è una chiesa situata a Niepokalanów (comune di Teresin), costruita negli anni 1948-1954 in stile modernista secondo il progetto di Zygmunt Gawlik, l'architetto di Cracovia. La chiesa a tre navate, orientata da est a ovest, può ospitare fino a 5000 persone. Nell'aprile del 1980 papa Giovanni Paolo II concesse alla chiesa di Niepokalanów il titolo di basilica minore.

## Costruzione della chiesa
L'idea di costruire un grande tempio a Niepokalanów nacque già prima della seconda guerra mondiale. Nel giugno 1933, il mensile "Rycerz Niepokalanej" ("Il Cavaliere dell'Immacolata") pubblicò la seguente nota: «È necessaria la costruzione di una nuova cappella, o – come alcuni lettori desiderano – di una chiesa, perché in questa non c'è più spazio per noi. Se dipendesse solo da noi, riusciremmo a farci stare in qualche modo, ma in tal caso la popolazione locale non potrebbe più partecipare alle nostre funzioni religiose».
I piani di costruzione furono preparati e approvati alcuni anni dopo – nel dicembre 1938 a Varsavia. Nel maggio 1939 fu benedetta una croce nella piazza designata per la costruzione della chiesa e furono scavate le fondamenta. I lavori furono però interrotti dall'inizio della guerra nel settembre 1939. La maggior parte dei materiali raccolti per la costruzione (principalmente diversi quintali di legname) furono saccheggiati dai nazisti nel dicembre 1939.

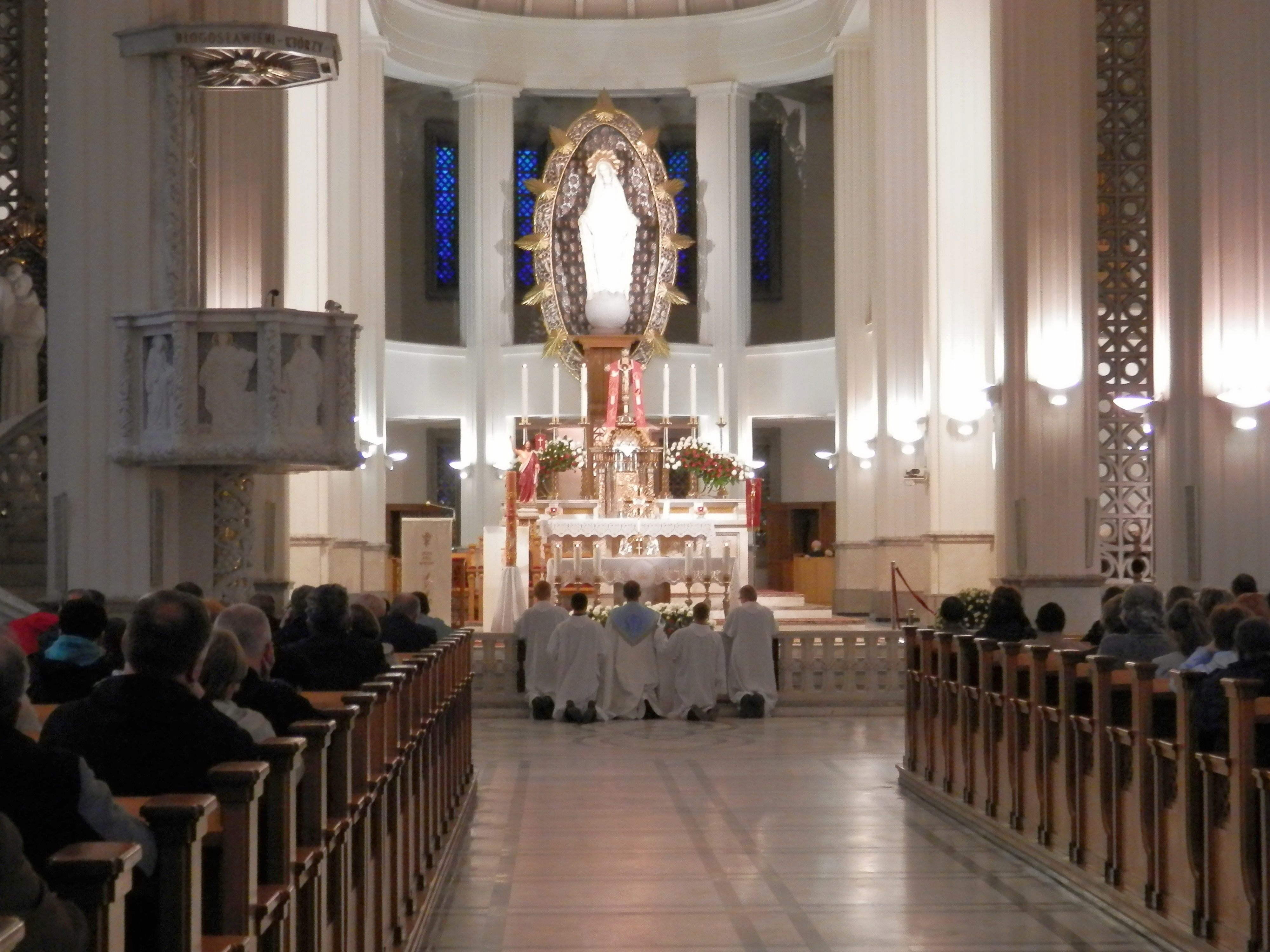
La funzione religiosa nella basilica

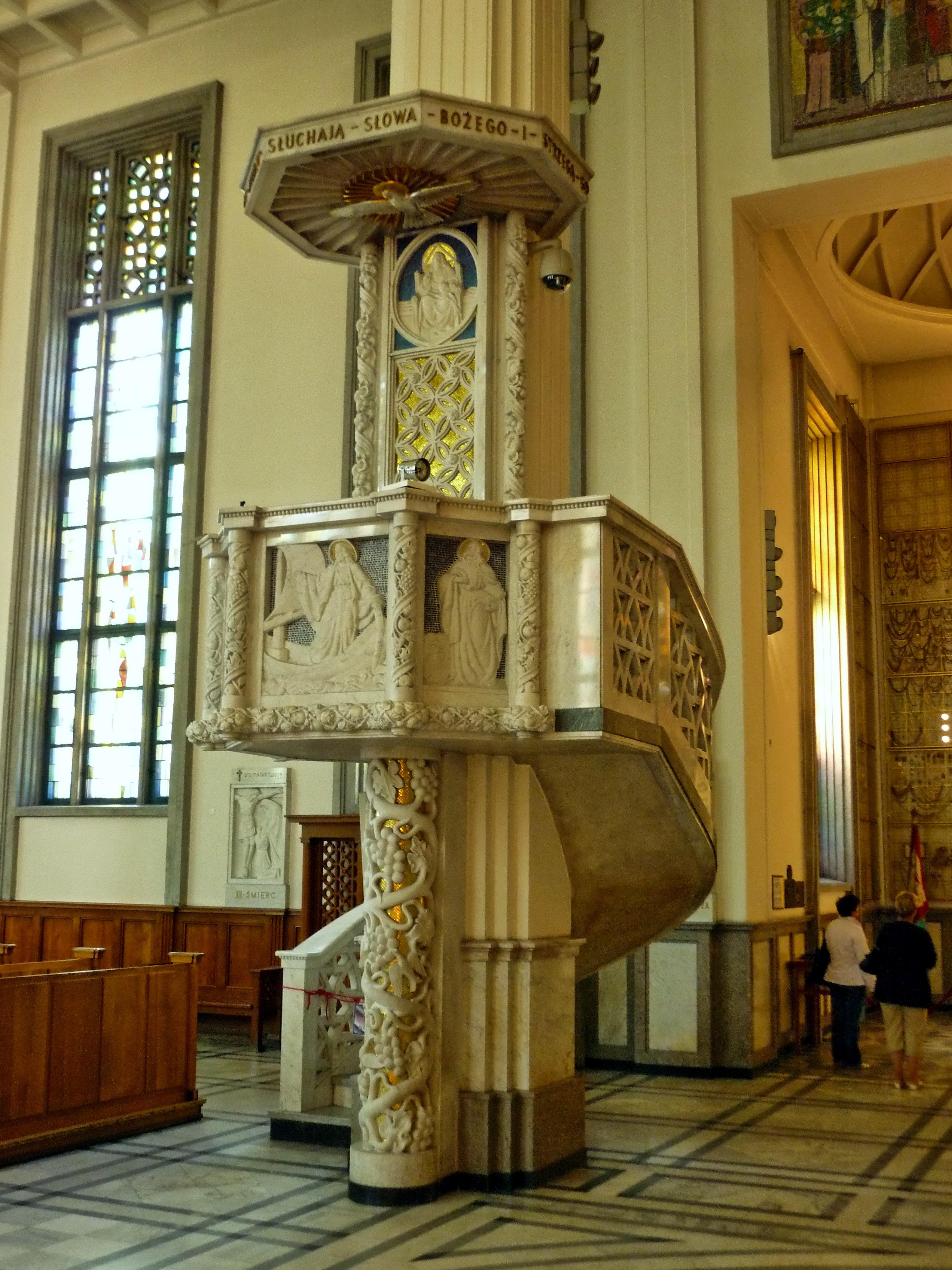
Un ambone in marmo di Carrara

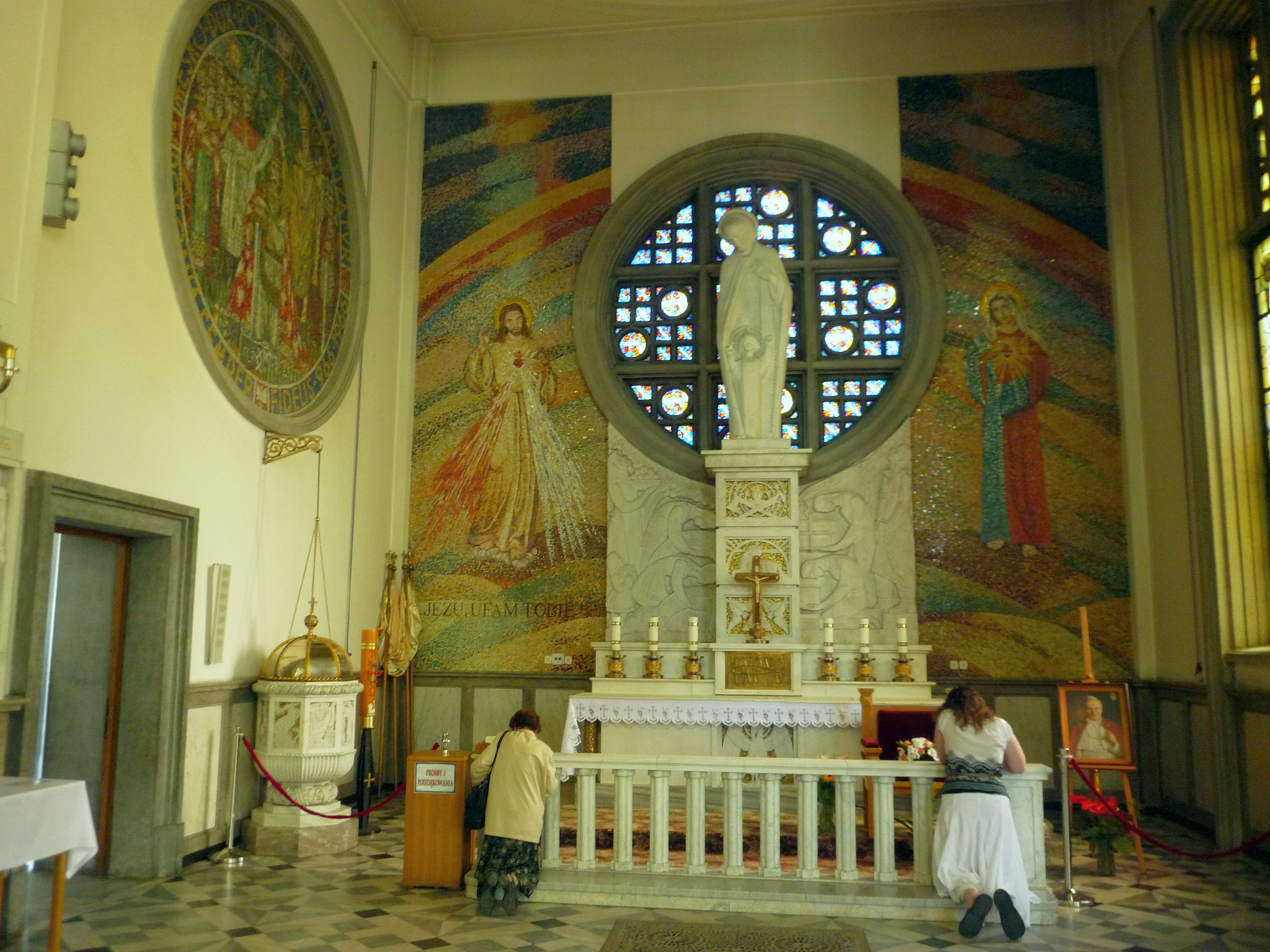
Due mosaici murali nella cappella di s. Giuseppe (lato nord della chiesa)

La costruzione della chiesa fu ripresa nel 1948, utilizzando le fondamenta parzialmente conservate risalenti al periodo prebellico. La progettazione fu affidata all'architetto e ingegnere di Cracovia Zygmunt Gawlik. Come riportava "Eco di Niepokalanów" (la rivista interna del convento), Niepokalanów stampava i formelli commemorativi per garantire i fondi per la continuazione dei lavori. Quasi tutte le sculture nella chiesa furono realizzate dai frati del convento: fr. Maurycy Kowalewski e fr. Abel Dziełyński.
Sul campanile della chiesa fu installato un orologio con cinque quadranti. Le quattro campane dell'orologio, che suonano i quarti e le ore, furono chiamate "Cavaliere del Immacolata", "Massimiliano", "Francesco" e "Antonio". Sotto il presbiterio si trova una cappella della Madonna di Częstochowa, dove è stato allestito il Panorama (la Storia del Millennio della Chiesa in Polonia). Per di più, nella basilica sono stati installati due organi: un organo a 16 registri (nel presbiterio) e un altro organo a 49 registri (nella cantoria), opera di Włodzimierz Truszczyński.
La prima Messa nella nuova chiesa, ancora allo stato grezzo, fu celebrata l'8 dicembre 1949. Poco dopo, nel giugno 1950, con decreto del cardinale Stefan Wyszyński, fu istituita la parrocchia di Niepokalanów. Nell'ottobre 1954, i vescovi Wacław Majewski e Karol Niemira consacrarono la chiesa a Maria Immacolata Mediatrice di Tutte le Grazie. Lo fecero in sostituzione del cardinale Stefan Wyszyński, all'epoca imprigionato dalle autorità comuniste.
Dalla prigione cardinale Wyszyński scrisse al provinciale dei francescani: 

## Architettura. Interno
Entrando nella chiesa, un visitatore può vedere la statua della Madonna Immacolata nell'altare maggiore. Questa statua è un'opera di Maurycy Kowalewski e Abel Dziełyński, frati-scultori di Niepokalanów. Nella cappella di san Giuseppe (sul lato destro della chiesa) ci sono due importanti mosaici. Il primo di questi (mosaico rotondo) commemora il battesimo della Polonia nel 966. L'iscrizione in latino dice: Mesco dux baptizatur – Polonia semper fidelis – 966-1966 (Il principe Mieszko battezzato – La Polonia è sempre fedele – 966-1966). Il secondo, enorme mosaico (posto sulla parete) mostra Gesù Misericordioso e il Cuore Immacolato della Madonna.
La cappella sul lato sinistro è dedicata a san Massimiliano Kolbe. Una statua di marmo del santo, posta nella parte centrale della cappella, offre l'intero globo alla Madre di Dio. Sulle pareti della cappella sono appesi molti ex voto, in ringraziamento per le grazie ricevute. Un mosaico rotondo, situato accanto a loro, presenta un discorso di san Massimiliano ai compagni di prigionia nel campo di Auschwitz. Vicino, nella parte centrale della chiesa, è situato un ambone in marmo di Carrara. I bassorilievi della Santissima Trinità, Cristo che insegna nella barca e gli Evangelisti, possono attirare l'attenzione dei visitatori nella navata.
Le dimensioni dell'edificio sono seguenti:

– la lunghezza dall'inizio delle scale alla fine dell'abside – 84,8 m.

– la lunghezza dell'interno della basilica – 69 m.

– la larghezza della chiesa – 18 m. (con entrambe le cappelle laterali – 33 m.)

– l'altezza della navata principale – 16 m.

– l'altezza del campanile, che ospita quattro campane e l'orologio, è di 47 m.

– la capienza massima della chiesa è di 5.000 persone.

## La basilica oggi
Dal tempo della beatificazione di padre Massimiliano Kolbe (17 ottobre 1971), molti ospiti e pellegrini hanno visitato Niepokalanów e la basilica locale. Tra questi c'erano vescovi, cardinali e diversi politici. Il cardinale Stefan Wyszyński, primate di Polonia, ha visitato Niepokalanów diverse volte. Anche papa Giovanni Paolo II durante la sua seconda visita pastorale in Polonia (18 giugno 1983), ha visitato questo luogo di lavoro e preghiera di padre Kolbe.
Durante la Messa per circa 300.000 persone il papa ha fatto un riferimento alla maturazione per il martirio di san Massimiliano, avvenuto proprio a Niepokalanów:
Nel maggio 1994, nel presbiterio della basilica è stata collocata una nuova statua della Vergine Maria Immacolata, inserita all'interno di una mandorla di metallo. La statua e la sua cornice sono state realizzate dai frati scultori: fr. Maurycy Kowalewski e fr. Abel Dziełyński. Nel luglio dello stesso anno, nella piazza antistante la chiesa è stato eretto un monumento dedicato a san Massimiliano Kolbe, progettato da Krystyna Fałdyga-Solska. In vista del Giubileo del 2000, la basilica è stata sottoposta a un restauro completo, interno ed esterno.
Nell'aprile 2002 nella basilica (precisamente nella cappella di san Giuseppe) sono stati inaugurati due nuovi mosaici murali: uno raffigurante Gesù Misericordioso e l'altro il Cuore Immacolato di Maria. Nell'autunno del 2007 è stato invece installato un sistema di illuminazione del piazzale antistante la basilica. Nell'agosto 2015 sono stati installati nel presbiterio un nuovo altare e un piccolo ambone in marmo bianco.
Il 1º settembre 2018 è stata inaugurata nella basilica di Niepokalanów (nell'ala sud) la cappella dell'adorazione perpetua. Il punto focale dell'altare dell'adorazione in questa cappella è una figura a grandezza naturale di Maria, con le mani aperte in un gesto di invito a tutti i fedeli che pregano. Con questa inaugurazione, il santuario di Niepokalanów è diventato parte di un'iniziativa volta a creare 12 centri internazionali di preghiera continua per la pace nel mondo.

## Galleria d'immagini

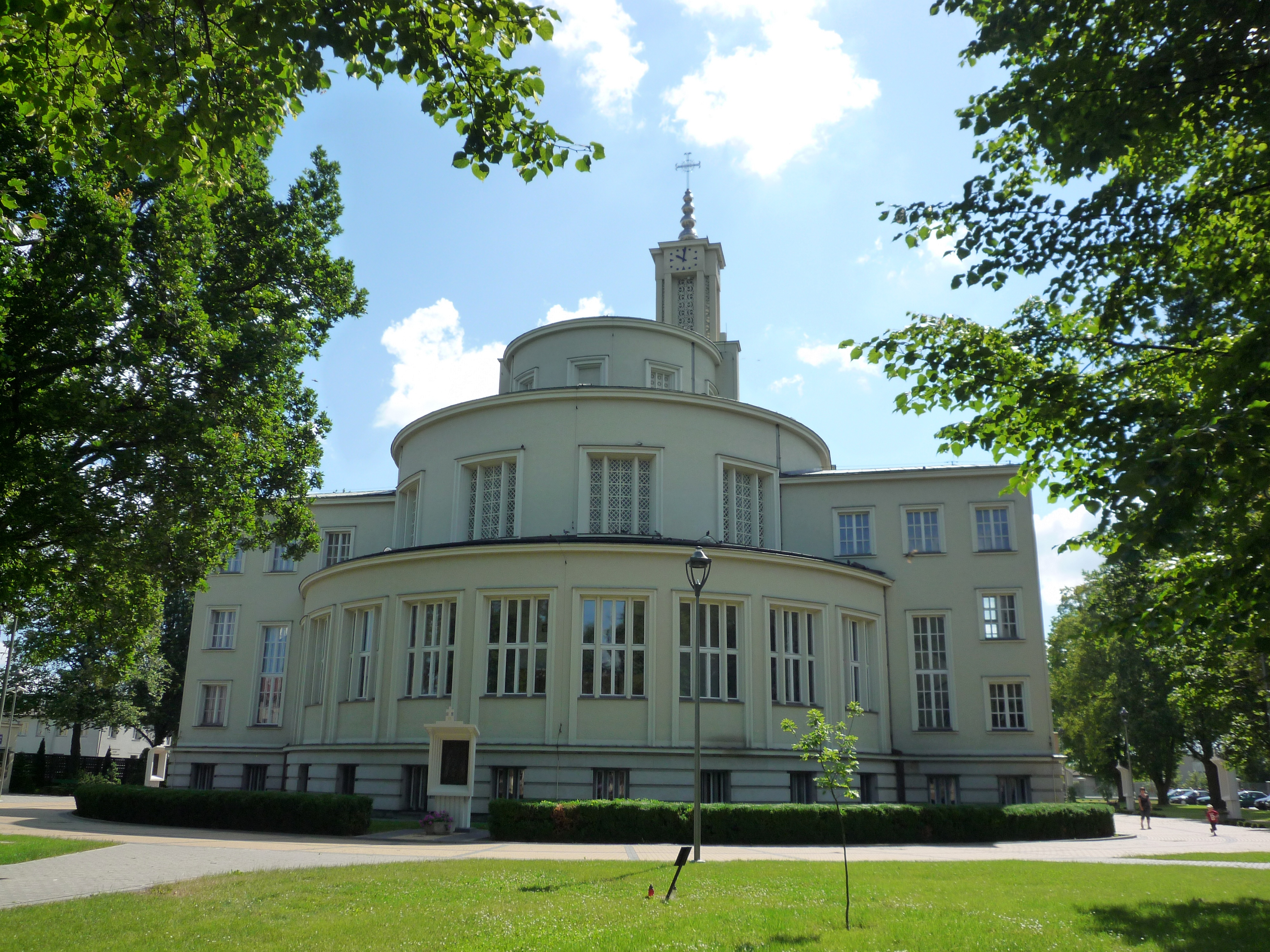
Basilica di Niepokalanów (lato ovest)
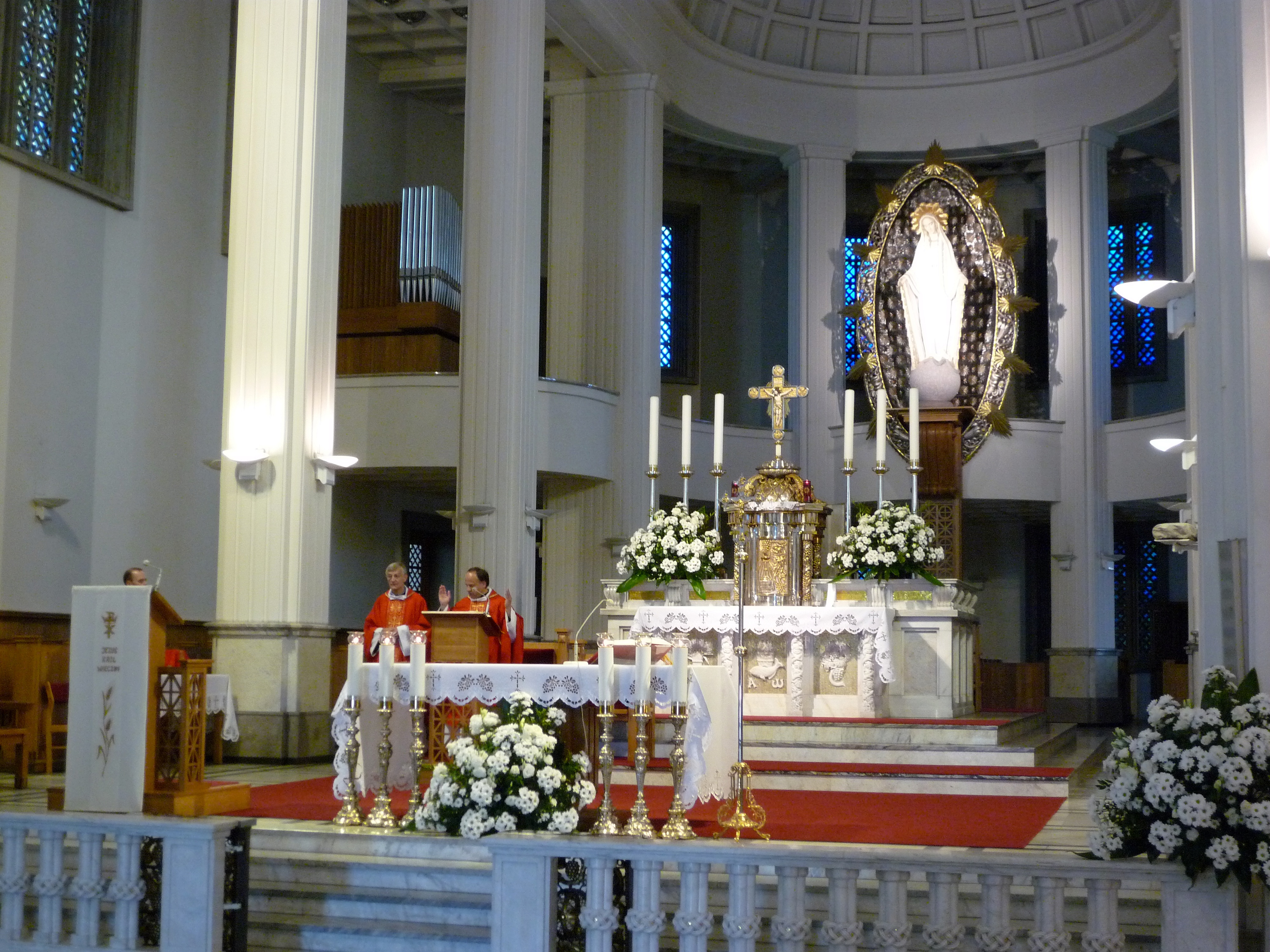
L'altare principale della basilica
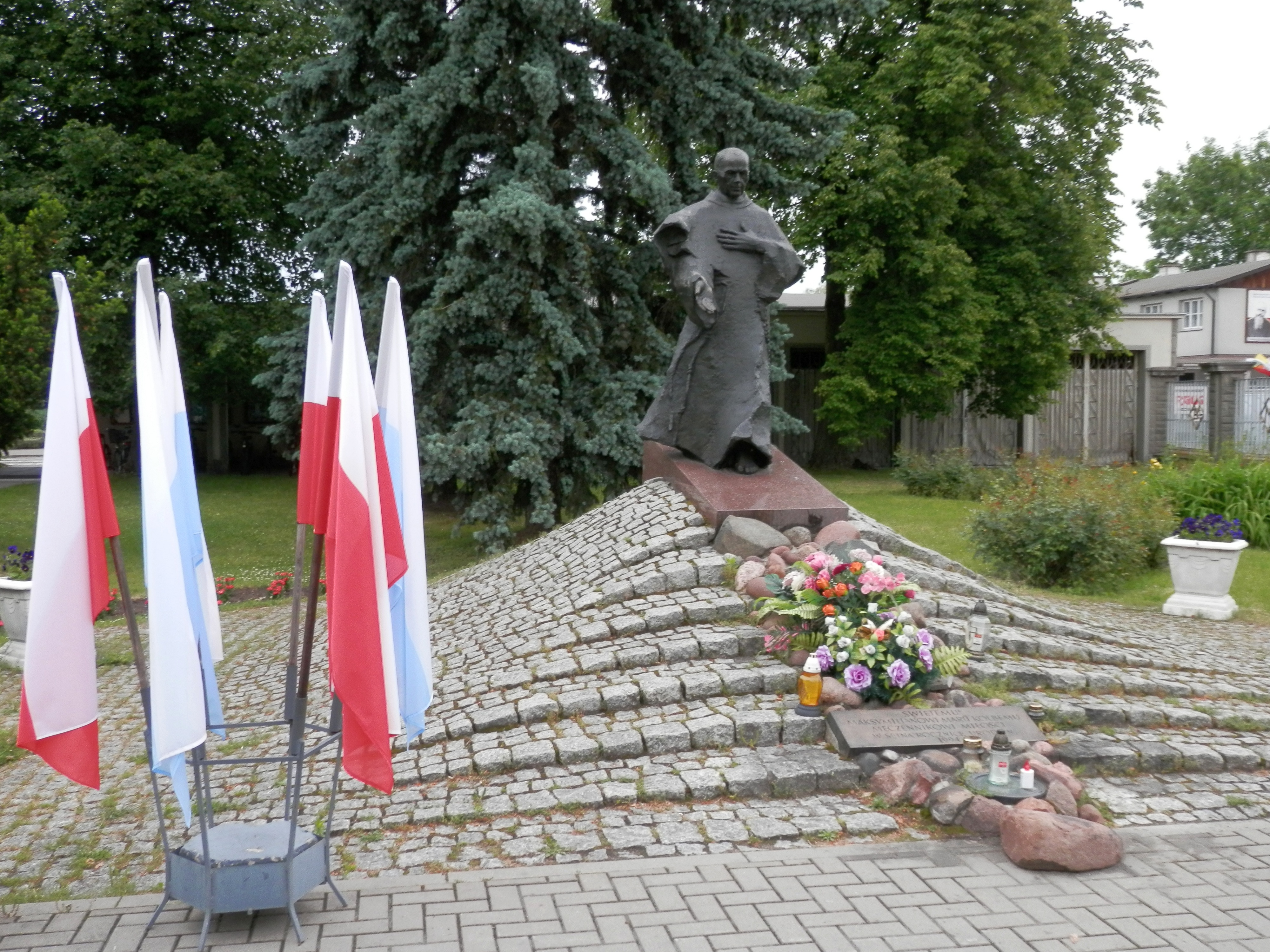
La statua di s. Massimiliano
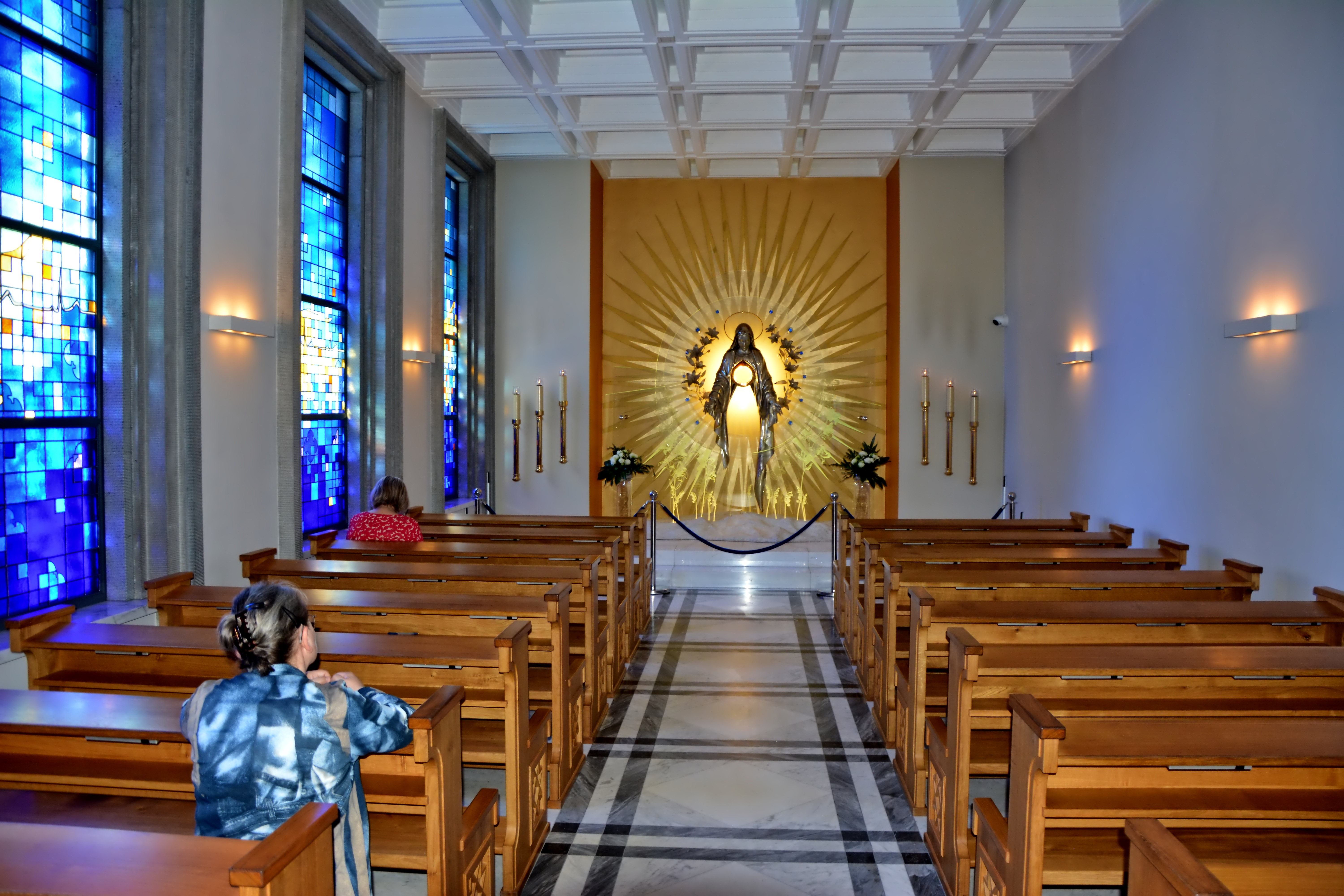
Cappella dell'adorazione perpetua